# 플랜더스의 개 (애니메이션)
《플랜더스의 개》는 일본의 애니메이션이다. 소년 네로와 개 파트라슈에 관한 이야기를 그린 1872년 위다의 소설 ‘플랜더스의 개’를 1975년에 쿠로다 요시오 감독이 TV 애니메이션으로 각색했다.

## 줄거리
오래 전 벨기에의 플란다스(플랑드르)의 안트워프(안트베르펀) 지방. 어머니가 돌아가시고 그림 그리기를 좋아하는 소년 네로는 할아버지와 함께 가난하지만 행복하게 살고 있었다. 어느 날, 길가에 버려진 파트라슈를 데려와 극진한 간호를 하였다. 다시 생기를 되찾은 파트라슈, 하지만 풍차 전소 사건에 휘말리고, 거기다 연세가 많으셨던 할아버지는 후반부에서 돌아가시면서 네로와 파트라슈의 생활도 어려워져 갔고, 마지막 희망인 미술대회 입상도 하지 못했다. 그러던 어느 날, 눈보라가 치는 벌판에서 코제트 아저씨의 지갑을 발견하고 돌려준다. 평소 아로아와 친하게 지내는 것을 못마땅하게 여기던 코제트 아저씨도 네로의 정직한 마음에 감동하였다. 하지만 이미 마음이 지칠대로 지쳐버린 네로는 루벤스의 명화를 보기 위해 눈보라 치는 날씨에도 불구하고 성당으로 향한다. 그리고 성당 바닥에서 파트라슈와 함께 얼어죽고 만다.

## 작품 설명
명작 극장 시리즈 중 6번째 작품으로, 도중에 제작사가 즈이요 영상에서 닛폰 애니메이션으로 바뀌어 닛폰 애니메이션에서 만들어진 첫 작품이 되었다. 원작은 1872년 아동문학 작가 위더(Ouida)가 쓴 아동문학의 고전. 작품에 슬픈 결말 때문에 방영 기간 동안에 일본 전국의 어린이들에게서 구원의 요청이 밀려들었으며, 대한민국에서도 큰 파장을 일으켰다. 전 52화로 제작되었으며, 1996년 일본에서는 이 작품의 이미지를 그대로 살린 극장판이 개봉되었다. 참고로 TV 애니메이션 작품은 일본과 한국에서 널리 알려진 작품일 뿐, 벨기에의 플랑드르 지방의 사람들은 대부분 잘 알지 못한다.

### 방영 기간
- 프란다스의 개 후지TV

플란다스의 개
- TBC
1976년 8월 13일~11월 5일
- KBS 1TV
1981년 9월 13일~1982년 1월 24일
1982년 1월 25일~4월 26일
- KBS 2TV
1988년 5월 2일~11월 14일

플랜더스의 개 
- EBS
1994년 9월 2일~1995년 2월 24일
2007년 8월 27일~11월 22일
- 대원방송
2017년 6월 20일~10월 19일

## 등장인물
성우는 '일/KBS/EBS/대원방송'순. 출처는 베스트 애니메
- 네로 다스: 제 1회로 처음으로 출연했다. 어릴 적에 부모님을 돌아가시고, 할아버지와 함께 살고 있는 10살의 소년. 할아버지와 함께 생계를 잇고 있다. 그러던 어느 날 길에 쓰러진 파트라슈를 집으로 데려와 함께 살게 된다. 루벤스의 그림을 좋아하며, 그림에 천부적인 소질을 갖고 있으나 워낙 가난해 제대로 된 화구가 없어서 목탄으로 이면지에다가 그림을 그린다. 이웃 아로아와 사이좋게 지내고 있다. 파트라슈와 할아버지를 사랑하는 그야말로 착한 소년이다. 할아버지가 돌아가신 후 풍차 전소 사건에 휘말렸는데, 네로가 불을 질렀다는 거짓말이 마치 사실인양 유포되고 이에 괜히 네로네와 친하게 지냈다간 코제트씨 눈 밖에 날까 전전긍긍하던 마을 주민들이 하나 둘 우유배달 부탁을 끊어서 경제적으로 어려움을 겪게 되었다 후에 노엘 할어버지 덕분에 누명을 벗었다. 52회에서는 파트라슈와 함께 루벤스 대성당에서 죽음을 맞이했다.

성우:키타 미치에, 김순원(KBS), 강미형 → 이선호(EBS), 최수민(SBS), 곽규미(대원)
에피소드 개수: 1회 ~ 52회
- 파트라슈: 1회로 처음으로 출연했다. 원래 이동 철물점의 개로 심하게 혹사당해 탈진한 채로 길에 버려졌다. 그러나 버려진 파트라슈를 발견한 네로 덕분에 네로의 집으로 오게 되어 현재는 우유배달을 돕고 있다. 네로에게 충성심이 강하며, 마지막도 네로와 함께했다. 52회에서는 네로와 함께 루벤스 대성당에서 죽음을 맞이했다.

에피소드 개수: 1회 ~ 52회
- 아로아: 제 1회로 처음으로 출연했다. 안트워프 지역의 부자 코제트씨네 외동딸로, 네로와 아주 친하게 지내고 있다. 네로가 여러 사건에 휘말려도 격려를 해주며 그림 공부를 도와준다. 그러나 가난뱅이와 어울리는 것을 싫어하는 아버지때문에 마음 고생이 심했다. 나중에는 멀리 떨어진 기숙학교로 보내지기도 하나, 네로를 따뜻하게 대하는 마음은 변함없다. 네로가 풍차 방화 용의자로 누명을 썼을 때 결정적인 증언을 하지만 아버지의 부정에 의해 묵살당한다. 극장판에서는 수녀님이 되어 나온다.

성우:이치류사이 하루미(처음), 마츠오 요시코(중간), 카츠라 레이코(나중), 송도영(KBS), 성유진(EBS), 장예나(대원)
에피소드 개수: 1회 ~ 52회
- 할아버지 (제한 다스): 제 1회로 출연등장으로 했다. 네로를 데리고 우유배달로 근근히 살아가는 네로의 할아버지다. 심지가 굳고 올곧은 분이다. 네로와 아로아, 파트라슈에게는 한없이 자상하신 분이다. 44회에서는 어린 네로를 두고 먼저 돌아가셨다.

성우:故 오이카와 히로오, 故 임종국(KBS), 故 황원(EBS, SBS), 온영삼(대원)
에피소드 개수: 1회 ~ 44회
- 코제트 (아로아의 아버지): 제 2회로 처음으로 출연했다. 아로아의 아버지로 매우 엄격하다. 아로아가 가난뱅이인 네로와 어울리는 것을 못마땅하게 여겨서 아로아를 멀리 떨어진 기숙학교에 보내기도 한다. 풍차 전소 사건 당시 코제트의 심부름꾼인 한스가 책임 회피를 위해서 네로와 아로아가 화재 발생 직전에 풍차에서 나오는 것을 봤다고 진술한 이후 네로를 더욱 미워하게 되었다. 그러나 나중에 전 재산이나 다름없던 돈을 잃어버려 근심걱정에 휩싸였을 때 그 돈을 한푼도 빼지 않고 되찾아온 네로를 보고 그동안 자신이 네로에 대해 나쁜 편견을 가졌음을 알고 반성하게 된다. 또한 풍차 전소 사건에 대한 오해도 풀게 된다. 화재 원인은 기어 마찰이었다.

성우:오오키 타미오, 김정경(KBS), 김무규(EBS), 정재헌(재능TV), 김민주(대원)
에피소드 개수: 2회 ~ 52회
- 아로아의 어머니 (엘리나): 제 1회로 처음으로 등장으로 했다. 냉정한 남편과는 달리 다정하고 따뜻한 성품의 아주머니로, 가난하지만 굳세게 살아가는 네로를 마음 속으로 응원하고 있다. 천성이 착하다 보니 남편에 기세에 눌려 그가 올바르지 못한 행동을 해도 그를 제지하지는 못한다.

성우:나카니시 타에코, 김수희(KBS), 안소연(EBS), 윤은서(대원)
에피소드 개수: 1회 ~ 52회
- 한스: 제 2회로 처음으로 출연했다. 코제트씨네 마름으로 교활하고 아부를 잘한다. 가난한 사람을 얕잡아 보기 때문에 아로아와 네로가 조금이라도 어울리는 모습을 보면 코제트씨에게 고자질하곤 한다. 또한 네로네 집세를 계속 독촉하며 조금도 여유를 주지 않는 냉혹한 모습을 보였다. 풍차 전소 사건 당시 네로가 범인인양 진술을 해서 모든 비극의 실마리를 만들었다. 그러나 그 역시 나중에는 네로가 진범이 아님을 알게 된다.

성우:무라마츠 야스오, 설영범(KBS), 홍범기(재능TV), 서반석(대원)
에피소드 개수: 2회 ~ 52회
- 철물상: 제 1회로 처음으로 출연했다. 포악하고 잔혹한 성격의 소유자. 수레 가득 주방 용품을 비롯한 잡화를 싣고 다니며 판매하는 이동 철물점 아저씨. 파트라슈의 본래 개주인이었으나 혹사당하던 파트라슈가 쓰러지자 그대로 내버렸다. 이후 네로가 파트라슈를 데리고 있는 것을 보자 자신의 개라며 뺏으려 한다. 나중에는 네로의 집에서 행패를 부려 갯값을 갖고 가기도 하였다. 20회에서 그리고 철물상은 파트라슈를 도망치자 마자 시도로 실패한다.

성우:이이즈카 쇼조, 이창민(대원)
에피소드 개수: 1회 ~ 20회
- 조르주: 제 1회로 처음으로 출연했다.

성우: 駒村クリ子, 김미정(EBS), 이다은(대원)
에피소드 개수: 1회 ~ 52회
- 폴: 제 1회로 처음으로 출연했다.

성우:스가야 마사코, 박인선(EBS), 강은애(대원)
에피소드 개수: 1회 ~ 52회
- 안드레: 제 4회로 처음으로 출연했다. 한스의 아들.

성우:故 시라카와 스미코, 이나미(EBS), 김보나(대원)
에피소드 개수: 4회 ~ 52회
- 누레뜨 아주머니: 제 1회로 처음으로 출연했다.

성우:故 엔도 하루, 김보나(대원)
에피소드 개수: 1회 ~ 52회
- 미쉘: 제 2회로 처음으로 출연했다.

성우: 박성영(대원)
에피소드 개수: 2회 ~ 52회
- 노엘 (구둣방 할아버지): 제 13회로 처음으로 출연했다.

성우: 기영도
에피소드 개수: 13회 ~ 52회
- 검둥이: 제 1회로 처음으로 출연했다.

## 방영 목록
| 회차       | 주제                       | 방송 일자      |
| ---------- | -------------------------- | -------------- |
| 1화        | 소년 네로 (내 이름은 네로) | 1975년 1월 5일 |
| 2화        | 아로아 (갑자기 만난 비)    | 1월 12일       |
| 3화        | 앤드워프 성당              | 1월 19일       |
| 4화        | 새친구 앙드레              | 1월 26일       |
| 5화        | 파트라슈                   | 2월 2일        |
| 6화        | 다시만난 파트라슈          | 2월 9일        |
| 7화        | 살아난 파트라슈            | 2월 16일       |
| 8화        | 좋은 새 주인               | 2월 23일       |
| 9화        | 파트라슈의 목걸이          | 3월 2일        |
| 10화       | 숲 속에서 생긴 일          | 3월 9일        |
| 11화       | 망쳐버린 꽃밭              | 3월 16일       |
| 12화       | 할아버지의 저금통          | 3월 23일       |
| 13화       | 나폴레옹 시대 풍차         | 3월 30일       |
| 14화       | 네로의 꿈                  | 4월 6일        |
| 15화       | 오래된 장부                | 4월 13일       |
| 16화       | 종이와의 연필              | 4월 20일       |
| 17화       | 나무 밑에서의 약속         | 4월 27일       |
| 18화       | 누레뜨 아주머니와 검둥이   | 5월 4일        |
| 19화       | 철물상과의 약속            | 5월 11일       |
| 20화       | 영원한 친구야              | 5월 18일       |
| 21화       | 아로아의 사촌              | 5월 25일       |
| 22화       | 영국에서 오는 선물         | 6월 1일        |
| 23화       | 아로아 생일                | 6월 8일        |
| 24화       | 아로아의 초상화            | 6월 15일       |
| 25화       | 아로아의 결심              | 6월 22일       |
| 26화       | 안녕 아로아                | 6월 29일       |
| 27화       | 쓸쓸한 크리스마스          | 7월 6일        |
| 28화       | 친절한 아주머니            | 7월 13일       |
| 29화       | 루벤스의 명화              | 7월 20일       |
| 30화       | 약속                       | 7월 27일       |
| 31화       | 네로의 결심                | 8월 3일        |
| 32화       | 큰 참나무                  | 8월 10일       |
| 33화       | 편지의 마음                | 8월 17일       |
| 34화       | 이사가는 누레뜨 아주머니   | 8월 24일       |
| 35화       | 다시 돌아온 아로아         | 8월 31일       |
| 36화       | 아로아의 병                | 9월 7일        |
| 37화       | 기쁜 소식                  | 9월 14일       |
| 38화       | 그림을 그리는 네로         | 9월 21일       |
| 39화       | 2개의 깃발                 | 9월 28일       |
| 40화       | 할아버지의 비밀            | 10월 5일       |
| 41화       | 앤트워프로 가는 길에서     | 10월 12일      |
| 42화       | 이사 온 새 이웃            | 10월 19일      |
| 43화       | 그림 숙제날                | 10월 26일      |
| 44화       | 할아버지와의 이별          | 11월 2일       |
| 45화       | 혼자가 되어 버린 네로      | 11월 9일       |
| 46화       | 할아버지의 얼굴            | 11월 16일      |
| 47화       | 불난 풍차방아갓            | 11월 23일      |
| 48화       | 앙드레가 최고야            | 11월 30일      |
| 49화       | 완성된 할아버지 그림       | 12월 7일       |
| 50화       | 그림 발표 하는날           | 12월 14일      |
| 51화       | 사라진 금화                | 12월 21일      |
| 최종화(52) | 안녕 네로                  | 12월 28일      |

## 성우진
- TBC,KBS-김순원:네로//송도영:아로아//임종국:할아버지//김정경:코제트//설영범:한스//강애리자:주제가
- EBS-이선호:네로//성유진:아로아//황원:할아버지//이나미:해설, 앙드레(한스의 아들)//김현아:주제가
- 대원방송-곽규미:네로//장예나:아로아//온영삼:할아버지//김민주:코제트//서반석:한스//김은연:앙드레(한스의 아들)//이창민:철물상//장미:해설
- 그 외(EBS):기영도, 장영주, 안소연, 목춘수, 김무규, 이의선, 김미정, 박인선, 이원상, 최윤태, 김호정 등